# Zygophylax rufa
Zygophylax rufa är en nässeldjursart som först beskrevs av V.S. Bale 1884.  Zygophylax rufa ingår i släktet Zygophylax och familjen Lafoeidae. Inga underarter finns listade i Catalogue of Life.